# Visualizzazione creativa
La visualizzazione creativa è una tecnica che consiste nell'immaginare (visualizzare) cose o situazioni nella propria mente per provocarne la materializzazione e l'accadimento nella realtà.
La visualizzazione creativa è una tecnica spirituale di importanza fondamentale nel sistema di insegnamenti e pratiche del New Thought e del pensiero positivo e accompagna la pratica delle affermazioni positive (o preghiera affermativa). Essa viene teorizzata dagli esponenti del movimento già dalla fine dell'Ottocento e uno dei primi autori a parlarne è Wallace Wattles, autore de La scienza del diventare ricchi.
La differenza tra la visualizzazione creativa e il sogno ad occhi aperti consiste nel fatto che nell'atto di fantasticare la persona crea un'immagine o una scena mentale di cui è spettatore dall'esterno, mentre nell'atto della visualizzazione creativa colui che visualizza è al centro stesso della propria visualizzazione, la sperimenta in prima persona, sforzandosi di percepirla come il più reale possibile attraverso tutti i sensi. 
Tecniche di visualizzazione sono rintracciabili anche nelle religioni orientali come il buddhismo così come in ambito scientifico tali tecniche sono state studiate e applicate ampiamente in campo sportivo dalla psicologia dello sport, sia per migliorare aspetti tecnico-tattici che mentali.